# Sommar (sång)
"Sommar" är en svensk poplåt från 2001, skriven av Micke Littwold och Håkan Almqvist. Den spelades in av Idolerna och utgör öppningsspår på gruppens andra album Greatest Hits, Live & More (2001). Den släpptes även som singel samma år.
"Sommar" är tillsammans med balladen "Söderut" de enda studioinspelade låtarna på Greatest Hits, Live & More. Övriga spår är liveupptagningar. "Sommar" spelades in i Roam Studios i Stockholm.
Låten låg tolv veckor på Svensktoppen mellan den 16 juni och 1 september 2001. Första veckan låg låten på tredje plats innan den avancerade till andra plats, som blev dess främsta placering. "Sommar" låg även en vecka på Svenska singellistans plats 47.

## Låtlista
1. "Sommar" (Micke Littwold, Håkan Almqvist)

## Listplaceringar
| Lista (2001) | Position |
| ------------ | -------- |
| Sverige      | 47       |